# Novi Pidțarevîci, Manevîci
Novi Pidțarevîci (în ucraineană Нові Підцаревичі) este un sat în comuna Velîka Vedmejka din raionul Manevîci, regiunea Volînia, Ucraina.

## Demografie
Componența lingvistică a localității Novi Pidțarevîci
     Ucraineană (99,75%)
     Alte limbi (0,25%)
Conform recensământului din 2001, majoritatea populației localității Novi Pidțarevîci era vorbitoare de ucraineană (99,75%), existând în minoritate și vorbitori de alte limbi.